# Dicranomyia arachnobia
Dicranomyia arachnobia är en tvåvingeart som först beskrevs av Alexander 1929.  Dicranomyia arachnobia ingår i släktet Dicranomyia och familjen småharkrankar. Inga underarter finns listade i Catalogue of Life.